# Akarawit Saemaram
Akarawit Saemaram (thailändisch อัครวิชญ์ เสมารัมย์; * 30. September 1997 in Buriram) ist ein thailändischer Fußballspieler.

## Karriere
Akarawit Saemaram spielte bis Mitte 2019 für den Drittligisten Trang FC. Mit dem Verein aus Trang spielte er in der Lower Region der Liga. Im Sommer 2019 wechselte er zum Viertligisten Surat Thani City FC nach Surat Thani. Mit Surat Thani spielte er in der Southern Region der Liga. Die Saison 2021/22 stand er beim Drittligisten Songkhla FC, der in der Southern Region spielte, in Songkhla unter Vertrag. Im Juni 2022 unterschrieb er einen Vertrag beim Drittligaaufsteiger MH Nakhonsi City FC. Am Ende der Saison 2022/23 wurde er mit dem Verein aus Tha Sala Vizemeister der Southern Region. In den Aufstiegsspielen konnte man sich durchsetzen und wurde am Ende Meister der dritten Liga und stieg in die zweite Liga auf. Vor dem Start der Saison wurde MH Nakhonsi jedoch die Lizenz für die zweite Liga verweigert und man verblieb in der dritten Liga. Zu Beginn der Saison 2023/24 unterschrieb er im Juni 2023 einen Vertrag beim Zweitligisten Suphanburi FC. Sein Zweitligadebüt für den Verein aus Suphanburi gab Saemaram am 25. August 2023 (3. Spieltag) im Auswärtsspiel gegen den Chiangmai United FC. Bei dem 1:1-Unentschieden stand Saemaram in der Startelf und wurde in der 46. Minute gegen Jetjinn Sriprach ausgewechselt. Nach 22 Ligaspielen wechselte er im Sommer 2024 zum Zweitligaaufsteiger Sisaket United FC. Für den Verein aus Sisaket bestritt er 13 Ligaspiele. Im Januar 2025 unterschrieb er einen Vertrag beim ebenfalls in der zweiten Liga spielenden Nakhon Si United FC.

## Erfolge
MH Nakhonsi City FC
- Thai League 3 – South:  2022/23 (Vizemeister)